# برونو (لاعب كرة قدم مواليد 1980)
برونو (بالبرتغالية: Bruno Malias‏) هو لاعب كرة قدم برازيلي في مركز الهجوم، ولد في 29 مارس 1980 في ريو دي جانيرو في البرازيل. لعب مع بوتافوغو ريغاتاس وبوكا جونيورز ونادي سانتوس.

## وصلات خارجية
- برونو (لاعب كرة قدم مواليد 1980) على موقع الاتحاد الدولي (مؤرشف)  (الإنجليزية)